# Domovoj Butler
Domovoj Butler je fiktivní postava v knižní sérii Artemis Fowl irského spisovatele Eoina Colfera. Je osobním strážcem Artemise Fowla II. Absolvoval Akademii madam Ko, což je akademie pro bodyguardy. Jako důkaz má na rameni vytetovaný modrý diamant. Má sestru Julii, jež se stala, navzdory své štíhlé postavě, wrestlerkou, a vystupovala pod pseudonymem Jadeitová princezna, protože měla v copu jadeit, který se dal používat jako zbraň. Butler se v minulosti střetl s trollem a jako jediný člověk v dějinách skřítkovského Národa vyhrál. Záběry z jeho střetu s trollem jsou používány ve výcvikovém středisku LEPReko, skřítkovské policie, jako skvělá ukázka boje muže proti muži. Butler byl jednou dokonce zabit, ale Artemis Fowl II. jeho tělo zmrazil a kapitánka Myrta Krátká ho s pomocí svého kouzla oživila, což Butlerovi ubralo patnáct let života a ztížilo dýchání. To je však malá cena za život… Později se svému "vrahovi" pomstil, protože předstíral svého vlastního ducha. Navzdory jeho síle a schopnostem se Butlerovi velmi příčilo, když musel v knize Artemis Fowl unést Myrtu Krátkou, protože je čestný. Kupodivu má rád romantické příběhy a film Někdo to rád horké. Bojí se jen velmi mála věcí a jednou z nich je selhání, čemuž se však v jeho profesi osobního strážce nelze divit. Jeho oblíbenou zbraní je SIG Sauer.

## Butlerův dosavadní život
Poprvé se objevuje po boku Artemise Fowla II. (dále jen Artemis Fowl nebo Artemis) v Ho Či Minově Městě, kam je zavedla informace Butlerova kontaktu. Tam se dozví o existenci skřítků a získá spolu s Artemisem Knihu, což je něco jako Bible skřítků. Poté pomůže Artemisovi unést kapitánku LEPReko Myrtu Krátkou. V této operaci hrál velmi významnou úlohu. Když poté čekali na někoho, s kým budou vyjednávat, Butler zneškodnil celou četu skřítků, jež se snažila vplížit do Fowl Manor, sídla Fowlů. Velitel Reko Julius Břízný poslal do Fowl Manor permoníka Slámu Hraboše, několikrát trestaného zloděje, a ten Butlera nedopatřením omráčil. Když pak na krátkou dobu převzal velení LEPReko Briar Vavřín, jež nařídil vpustit dovnitř trolla, Butler onoho trolla s pomocí kapitánky Krátké porazil. Po nějaké době byla kapitánka vrácena svému Národu. Vypadalo to,že tím vše končí, ale pak byl nalezen otec Artemise, jehož unesla mafie. V podzemí, kde žije Národ, mezitím řádily skřetí gangy. V této knize, Artemis Fowl: Operace Arktida, se nakonec povedlo zachránit jak Artemisova otce, tak hlavní město skřítků Jistotu. V tomto icidentu hrál Butler nemalou roli, neboť bez něj by Artemis velmi pravděpodobně zemřel. V dalším díle série, Artemis Fowl: Věčná šifra, padne Artemisův vynález Kostka X, jakýsi minipočítač s mnoha funkcemi, do rukou Američanovi Jonu Spirovi. Butler byl zabit, ale pak opět vzkříšen. Kostka X byla nakonec zachráněna. Po tomto dobrodružství byly jak Butlerovi, tak Artemisovi a Butlerově sestře Julii vymazány veškeré vzpomínky na Národ. Poté však nastalo nové nebezpečí. V knize Artemis Fowl a Opalin podraz se vrátí iniciátorka povstání skřetích gangů, šotka Opal Koboi, jež zabije velitele Břízného a Myrta je nedopatřením obviněna jeho vraždy, přesně jak Opal zamýšlela. Díky permoníkovi Slámovi Hrabošovi se Butlerovi vrátí vzpomínky, ale Artemise mezitím Opal plánuje zabít a stejně tak i Myrtu. Butler je však oba s pomocí Slámy zachrání a překazí i Opalin plán na zničení Jistoty. V další knize se pak Artemis musí vydat do Bezčasí, aby zachránil ostrov démonů a Butler na něj čeká něco kolem tří let, ačkoli v Bezčasí uplyne sotva hodina. V dalším díle se Artemis vydá do minulosti zachránit jistý druh lemura, jež je i lékem na magickou nemoc. V tomto dobrodružství figuruje převážně Butlerovo mladší já. On je mezitím v současnosti mesmerizován (jeho mysl lze ovládat) Opal Koboi z minulosti. Nakonec se ale vše vyřeší. V posledním díle série, Artemis Fowl a atlantský komplex, začne Artemis Fowl trpět právě tímto komplexem, a proto v záchvatu paranoie pošle Butlera za jeho sestrou do Mexika, kde ho napadne dav mesmerizovaných wrestlingových fanoušků. Ty mesmerizoval zločinný bratr Julia Břízného Turnball. Butler s Julií uniknou a poté jsou znovu napadeni, tentokrát permoníky, kterým tuto zakázku nezadal nikdo jiný než Turnball. Naštěstí je mezi nimi i Sláma Hraboš, který jim pomůže. Pak se znovu shledají s Artemisem a porazí Turnballa. Artemis je nakonec vyléčen.